# Giulio Colavolpe
Giulio Colavolpe Severi (Fano, 7 giugno 1940 – Roma, 11 marzo 2023) è stato un giornalista italiano.

## Biografia

### Origini e formazione
Nato a Fano (Pesaro e Urbino), ha sempre vissuto e lavorato a Roma.
Diplomato al liceo T.Tasso di Roma con il massimo dei voti, laureato in legge alla Sapienza nel 1964 con una tesi di laurea in diritto ecclesiastico, diplomato all'Istituto per Medio Oriente in lingua russa e hindi dopo cinque anni di corso, parlava fluentemente inglese e francese, e aveva cognizioni basilari di tedesco.

### Carriera
Giornalista professionista dal 1964, esordì al servizio informazioni della Presidenza del Consiglio dei ministri nel 1960 come redattore di notiziari tratti dalle agenzie di stampa internazionali.
Nel 1962 entrò all'agenzia giornalistica ANSA nella redazione esteri, per poi passare al desk e alla redazione diplomatica dimettendosi nel 1965.
Nel 1965 fu assunto per concorso alla RAI, e dopo un anno di Giornale Radio passò ai Servizi parlamentari diretti da Jader Jacobelli, realizzando i notiziari radio e tv di Oggi al Parlamento, con presenza diretta in video dal 1968 al 1973, anno in cui assumeva la direzione del settimanale televisivo Sette Giorni al Parlamento.
Nel 1976 lavorò al TG2 diretto da Andrea Barbato, testata per la quale rimase fino al 1998, come giornalista politico-parlamentare e inviato speciale al seguito di tre Presidenti della Repubblica (Pertini, Cossiga e Scalfaro), poi come notista politico e infine come redattore capo centrale al desk di impaginazione del telegiornale.
Dal 1998 al 2007 colalborò alla rubrica Tg2 Dossier realizzando una sessantina di lunghi reportage(della durata di un'ora circa) in Italia e all'estero su temi di cronaca, attualità, storia geopolitica.
Dal 2006 al 2007 fu vice direttore di un settimanale pubblicato a Belgrado "The Belgrade Times", per la redazione dei testi in lingua inglese, l'impaginazione e l'edizione via internet.
Dal 2007 al 2010 fu consulente per i rapporti con la stampa del Presidente della Commissione Sanità della Regione Lazio, Luigi Canali (Lista Civica per Marrazzo).
Collaborò a varie riviste e curò alcuni documentari.
Ebbe una parte come attore nel film per la televisione di Ricky Tognazzi I giudici - Excellent Cadavers, oltre ad avervi partecipato quale consulente.
Dal 1966 al 1980 realizzò un centinaio di documentari su vari oggetti (arte, turismo, viaggi, inchieste) in pellicola 35 mm e 16 mm per conto di produttori indipendenti, in italiano e in inglese.

## Vita privata
Dal 2 luglio 1989 era sposato con Giovanna Pierelli. Dall'unione, nel 1984 e nel 1990 nacquero a Roma due figli, Giulia e Luca.
Abitava a Roma nel quartiere Nomentano.

## Onorificenze
Fu insignito dal Presidente della Repubblica Francesco Cossiga dell'onorificenza di Commendatore della Repubblica Italiana e dai primi anni del 2000 dell'onorificenza di Ufficiale al merito dell'Ordine dei Cavalieri di Malta.